# Pericallia confluens
Pericallia confluens är en fjärilsart som beskrevs av Rothschild 1914. Pericallia confluens ingår i släktet Pericallia och familjen björnspinnare. Inga underarter finns listade i Catalogue of Life.